# ピーター・ロビンスン
ピーター・ロビンスン（Peter Robinson, 1950年3月17日 - 2022年10月4日）は、イギリス人の推理作家。
イングランドのリーズ生まれ。リーズ大学、ヨーク大学で学んだ。1974年にカナダへ移住した。

## 受賞歴
- 1998年、マカヴィティ賞短編賞　（「ローズ・コテージの二人の婦人」に対して）
- 2000年、アンソニー賞長編賞　（In A Dry Season（『渇いた季節』）に対して）
- 2000年、バリー賞長編賞　（In A Dry Season（『渇いた季節』）に対して）
- 2001年、エドガー賞短編賞　（Missing in Actionに対して）
- 2001年、マルティン・ベック賞　（In A Dry Season（『渇いた季節』）に対して）

## 主な作品
- Gallows View (1987)
  - 『罪深き眺め』幸田敦子訳 (創元推理文庫、1991年)
- A Dedicated Man (1988)
  - 『夏の記憶』幸田敦子訳 (創元推理文庫、1991年)
- A Necessary End (1989)
  - 『必然の結末』幸田敦子訳 (創元推理文庫、1992年)
- The Hanging Valley (1989)
  - 『夢の棘（いばら）』幸田敦子訳 (創元推理文庫、1994年)
- Caedmon's Song (1990)
- Past Reason Hated (1991)
- Wednesday's Child (1992)
  - 『水曜日の子供』幸田敦子訳 (創元推理文庫、1998年)
- The First Cut (1993)
- Dry Bones That Dream (1994)
- Final Account (1994)
- No Cure for Love (1995)
- Innocent Graves (1996)
  - 『誰もが戻れない』幸田敦子訳 (講談社文庫、2001年)
- Dead Right (1997)
- Blood At The Root (1997)
- Not Safe After Dark (1998)
- In A Dry Season (1999)
  - 『渇いた季節』野の水生訳 (講談社文庫、2004年)
- Cold is the Grave (2000)
  - 『エミリーの不在』野の水生訳 (講談社文庫、2006年)[注釈 1]
- Aftermath (2004)
  - 『余波』野の水生訳 (講談社文庫、2009年)[注釈 1]
- The Summer that Never Was (2003)
- Close To Home (2004)
- Playing with Fire (2004)
- Strange Affair (2005)
- Piece of My Heart (2006)
- Friend of the Devil (2007)
- All The Colours Of Darkness (2008)
- The Price Of Love (2009)
- Bad Boy (2010)
- Before The Poison (2011)
- Watching The Dark (2012)